# Mercedes Díaz García
María Mercedes Díaz García (* 1979 in der Provinz Murcia, Spanien) ist eine spanische Dirigentin, die seit 2019 in Hamburg lebt.

## Werdegang
Mercedes Díaz begann ihre musikalische Karriere als Oboistin und erhielt Lehraufträge an Konservatorien in Murcia und in Madrid. Auf ihrem Weg zur hauptberuflichen Dirigentin studierte sie in den Vereinigten Staaten, wo sie über ein Jahrzehnt lebte, bei ihren Mentoren Harold Farberman und Mark Gibson am Konservatorium der Universität Cincinnati. Sie studierte außerdem bei der Dirigentin Emily Freeman Brown an der Bowling Green State University, wo sie mit einer Arbeit über den Zeitaspekt in der zeitgenössischen Musik promovierte. Gleichzeitig war sie als Dirigentin an verschiedenen Orchestern tätig und leitete das New Music Ensemble ihrer Alma Mater. Als Lehrassistentin unterrichtete sie das Fach Dirigieren (Conducting). Während der Ausbildung wurde sie mit den Förderpreisen Katzner Award und Pro Musica Scholarship Award ausgezeichnet und war Artist-in-Residence und Dirigentin am Banff Centre for the Arts and Creativity in Kanada.
Seit 2015 arbeitet Díaz García als Dirigentin mit Kultur-Institutionen und Ensembles zusammen, die sich besonders der Förderung zeitgenössischer Musik widmen. Sie hat Orchester in Nordamerika, Südamerika und Europa dirigiert und an Festivals wie dem MIMO (São Paulo) und dem National Music Festival in den Vereinigten Staaten teilgenommen. In Deutschland ist sie seit 2020 unter anderem in der Elbphilharmonie in Hamburg, dem Konzerthaus in Berlin und dem Sendesaal in Bremen aufgetreten. Im Jahr 2022 nahm sie am Dirigentinnenwettbewerb La Maestra in Paris teil.
Ihr Repertoire umfasst klassische Musik und hauptsächlich zeitgenössische Musik. 2015 gründete sie das Ensemble VIVE!, das Standardwerke und neue Kompositionen in seinem Repertoire hatte und in vielen Städten der Vereinigten Staaten auftrat. Im Rahmen ihres Engagements für die zeitgenössische Musik hat Díaz häufig Uraufführungen dirigiert. Daher ist die Liste der zeitgenössischen Komponisten, deren Werke sie in öffentlichen Konzerten aufgeführt hat, entsprechend umfangreich (alphabetisch geordnet):
Camila Agosto (USA), Leonard Bernstein (USA), Pierre Boulez (Frankreich), Leo Brouwer (Kuba), Earl Brown (USA), Zosha di Castri (Kanada), Hong-Da Chin (Malaysia), Christopher Dietz (USA), Hector Docx (England), Dai Fujikura (Japan), Amit Gilutz (Israel), César Guerra-Peixe (Brasilien), Nathaniel Haering (USA), Jennifer Higdon (USA), Ashlin Hunter (USA), Karel Husa (USA), Aaron Jay Kernis (USA), Amy Beth Kirsten (USA), Michael Lanci (USA), Sascha Lemke (Deutschland), Steven Mackey (USA), Oliver Messiaen (Frankreich), Eddie Mora Bermúdez (Costa Rica), Manuel Moreno-Buendia (Spanien), Efrain Oscher (Uruguay/Venezuela), Dimitri Papageorgiu (Griechenland), Emiliano Pardo-Tristan (Panama), Arvo Pärt (Estland), Paul Poston (USA), Diana M. Rodriguez (Kolumbien), Catalina Rueda (Kolumbien), Kaija Saariaho (Finnland), Damian Scholl (Deutschland), Sabrina Schroeder (Kanada), Wolfgang Andreas Schultz (Deutschland), Julia Seeholzer (USA), Margarete Sorg-Rose (Deutschland), Luca Sutto (Italien), Eduardo Toldra (Spanien), Joan Tower (USA), Alberto Villalpando (Bolivien), Rachel C. Walker (USA), Yimin Wu (China).
Seit 2019 lebt und arbeitet Mercedes Díaz García in Hamburg und leitet seit dem Frühjahr 2022 das Hamburger Ensemble für zeitgenössische Musik Sinn-Phonietta.